# Eysus
Eysus ist eine französische Gemeinde mit 617 Einwohnern (Stand 1. Januar 2022) im Département Pyrénées-Atlantiques in der Region Nouvelle-Aquitaine (vor 2016: Aquitanien). Sie gehört zum Arrondissement Oloron-Sainte-Marie und zum Kanton Oloron-Sainte-Marie-1 (bis 2015: Kanton Oloron-Sainte-Marie-Est).
Die Einwohner werden Eysusiens und Eysusiennes genannt.

## Geographie
Eysus liegt ca. 10 km südlich und damit im Einzugsbereich von Oloron-Sainte-Marie in der historischen Provinz Béarn.
Umgeben wird der Ort von den Nachbargemeinden:
| Gurmençon            | Oloron-Sainte-Marie                         |                     |
| Asasp-Arros          | Kompassrose, die auf Nachbargemeinden zeigt | Oloron-Sainte-Marie |
| Lurbe-Saint-Christau |                                             |                     |

Eysus liegt im Einzugsgebiet des Flusses Adour am rechten Ufer des Gave d’Aspe. Zwei seiner Nebenflüsse, der Ourtau und der Arrigouli, münden in den Gave im Gebiet der Gemeinde.

## Geschichte
Der Fund einer geschliffenen Axt attestiert eine Besiedelung in der Jungsteinzeit, der Fund einer Münze eine in der Zeit des Westgotenreichs.
Bei einem Zensus im Jahr 1385 wurden in Eysus 24 Haushalte gezählt und vermerkt, dass das Dorf zur Bailliage von Oloron gehört.
Die Gemeinde liegt auf dem Jakobsweg nach Santiago de Compostela im Abschnitt zwischen Oloron und dem Col du Somport.
Toponyme und Erwähnungen von Eysus waren:
- Villa quœ vocatur Isuici (1077, laut Pierre de Marcas Buch Histoire de Béarn),
- Ezus (13. Jahrhundert, for d’Oloron, Manuskript des 14. Jahrhunderts),
- Esus (1251, Kopialbuch des Bistums Oloron) und
- Eyssus, Eizus, Aisuus und Aïsus (1538, 1544, 1589 bzw. 1675, Manuskriptsammlung des 16. bis 18. Jahrhunderts).[4]

### Einwohnerentwicklung
Nach Höchstständen der Einwohnerzahl in der ersten Hälfte des 19. Jahrhunderts von 1273 Einwohnern reduzierte sich die Zahl bei kurzzeitigen Phasen der Erholung bis zu den 1950er Jahren um insgesamt rund drei Viertel. Seitdem steigt sie wieder an und hat sich seitdem verdoppelt.
| Jahr      | 1962 | 1968 | 1975 | 1982 | 1990 | 1999 | 2006 | 2009 | 2022 |
| --------- | ---- | ---- | ---- | ---- | ---- | ---- | ---- | ---- | ---- |
| Einwohner | 358  | 347  | 483  | 572  | 562  | 612  | 617  | 697  | 617  |

## Sehenswürdigkeiten

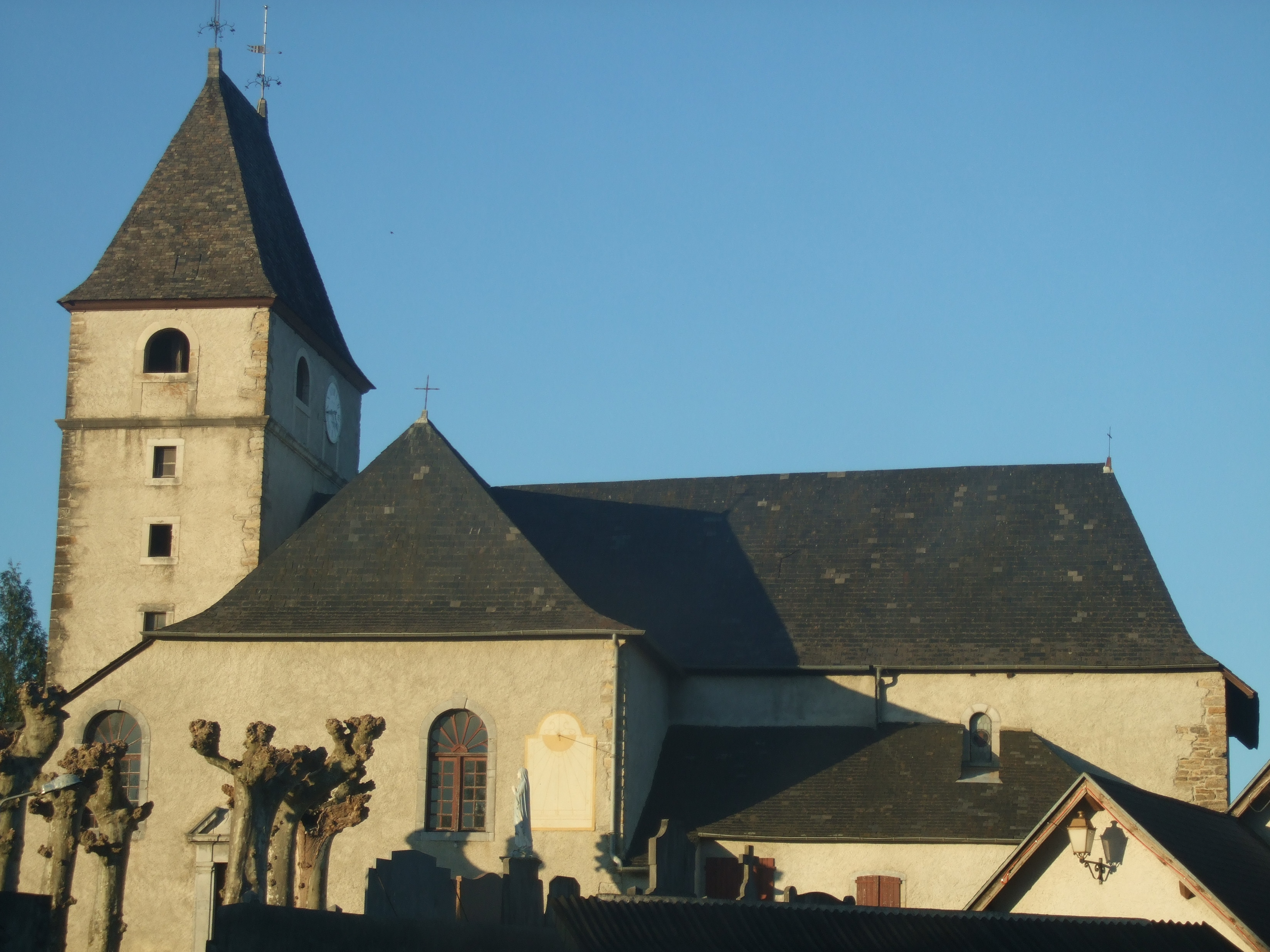
Pfarrkirche Saint-Pierre

- Pfarrkirche, gewidmet dem Apostel Simon Petrus. Die ursprüngliche Kirche ist im romanischen Stil im 13. Jahrhundert errichtet worden. Der gesprengte Giebel über dem Eingang an der Südseite stammt aus dieser Epoche. Im 16. und 17. Jahrhundert ist sie neu gebaut worden, im 19. Jahrhundert vergrößert und restauriert. 1812 wurden die neuen Glocken gegossen, 1899 wurde beschlossen, die Turmuhr zu erneuern. 1836 wurden die Nischen als Trompe-l’œil bemalt, die Glasfenster sind Werke der Glasmalerei Mauméjean aus Pau aus dem Jahre 1879. Der heutige Langbau birgt ein Hauptschiff mit zwei Seitenschiffen und ist mit einer flachen Apsis abgeschlossen. Die Kirchenausstattung ist vergleichsweise bunt gemischt. Von den Altarretabeln aus dem 16. Jahrhundert ist nichts übrig geblieben. Dafür birgt die Kirche einen Nebenaltar aus Marmor, Holztäfelungen, einen großen Hauptaltar im Chorraum, eine Kanzel, einen Kronleuchter mit zwölf Armen. Im linken Seitenschiff befindet sich ein Taufbecken aus dem 17. Jahrhundert.[7][8]

- Herrenhaus vom Bois Labory. Das Schloss könnte unter Gaston II., genannt der Tapfere (le Preux), Graf von Foix und Vicomte von Béarn, errichtet worden sein. Heute ist vom ehemaligen Wohnsitz der Grundherren von Eysus nur eine Turmruine übrig geblieben. Dieser hat eine Höhe von ca. 6 m und einen Durchmesser von rund 10 m, wobei die Gesamthöhe des Gebäudes unbekannt ist.[9]

## Wirtschaft und Infrastruktur

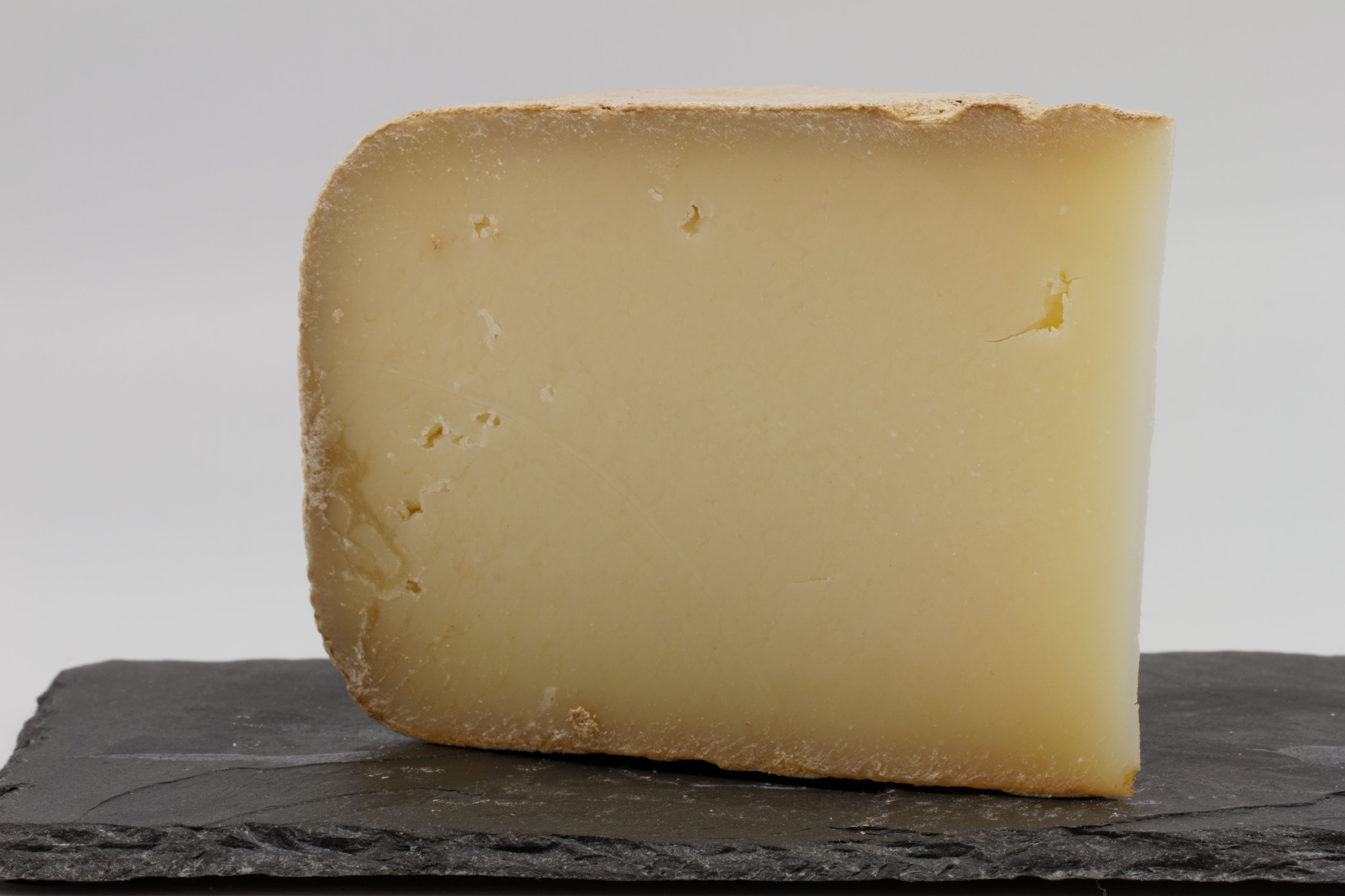
Ossau-Iraty

Eysus liegt in der Zone AOC des Ossau-Iraty, eines traditionell hergestellten Schnittkäses aus Schafmilch.

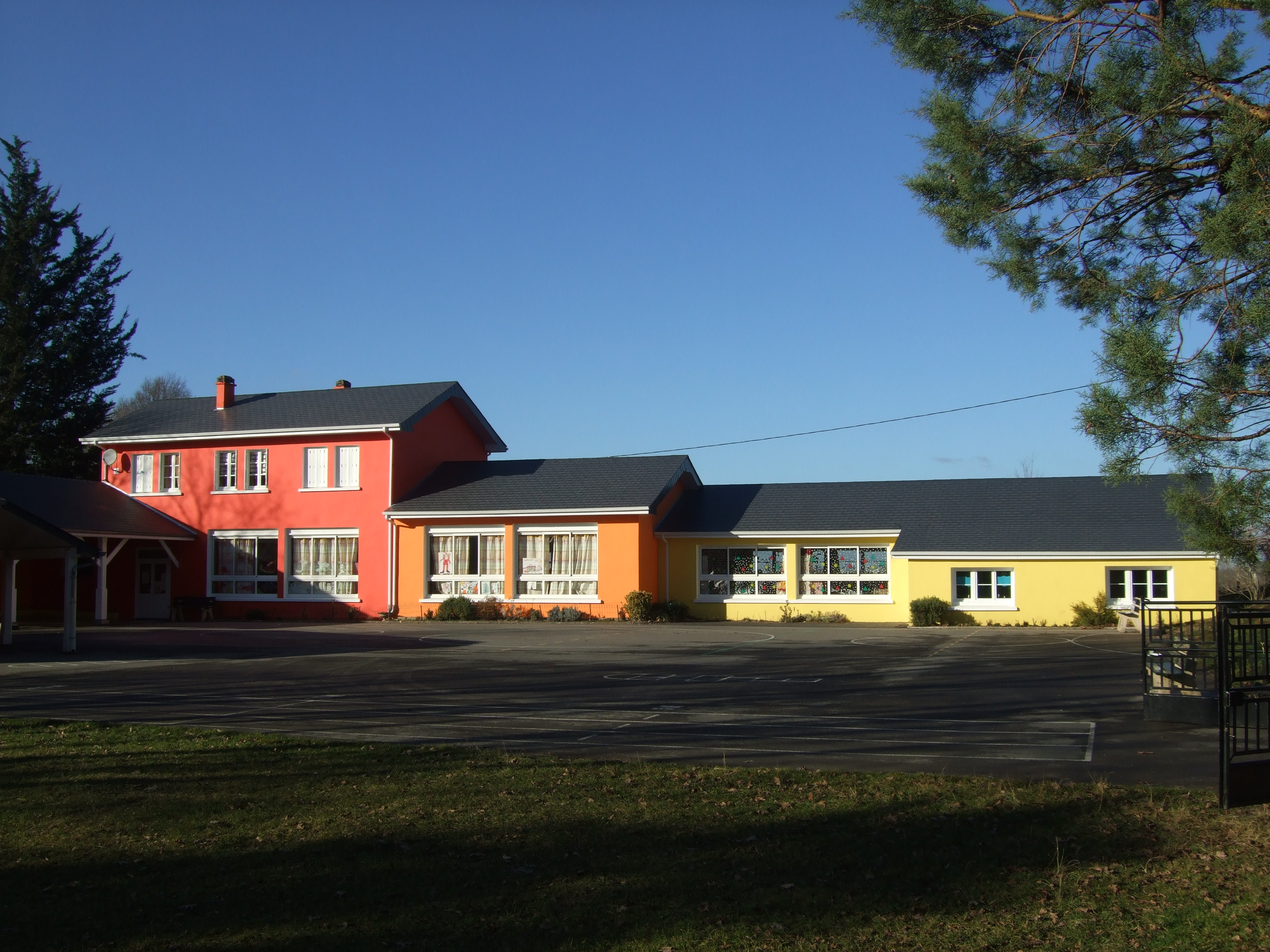
Grundschule von Eysus

### Bildung
Eysus verfügt über eine öffentliche Grundschule.

### Sport und Freizeit
Der Fernwanderweg GR 653 von Toulouse nach Jaca, der einem Abschnitt der Via Tolosana, dem südlichsten der vier Jakobswege, entspricht, führt durch das Ortszentrum.

### Verkehr
Die Gemeinde ist angeschlossen an die Routes départementales 238, 338 und 638.
Die Linie 63 des TER Aquitaine, einer Regionalbahn der staatlichen SNCF, bedient die Strecke von Pau nach Bedous über Oloron-Sainte-Marie, den heute betriebenen Teil der Bahnstrecke Pau–Canfranc. Der Schienenweg durchquert das Gemeindegebiet ohne Haltepunkt.

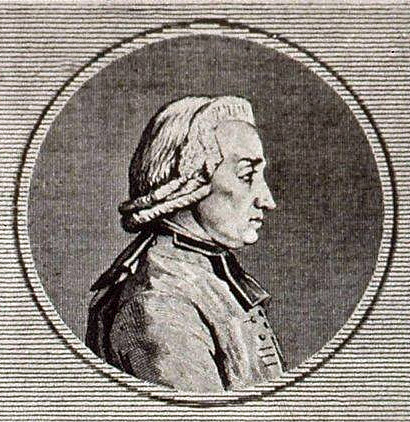
Jean Pierre Saurine

## Persönlichkeiten
Jean Pierre Saurine, geboren am 11. März 1733 in Eysus, gestorben am 8. Mai 1813 in Sulz im elsässischen Département Haut-Rhin, war ein französischer Kleriker und Politiker während der französischen Revolution.